# Guy Hoquet l'immobilier
Cet article possède un paronyme, voir Guy Môquet.
Guy Hoquet l'Immobilier est un réseau d’agences immobilières en franchise. Créée en 1994, le réseau Guy Hoquet devient une franchise en 1998. 

## Historique
En 1992, la société est immatriculée. Le 12 juin 1994, le réseau Guy Hoquet est créé. Le 1er mars 1998, la société est commercialisée. En 2002, une nouvelle enseigne est créée, sous le nom de Guy Hoquet Entreprises & Commerces. 
En mars 2006, Nexity entre dans le capital du groupe. En février 2011, la société lance le concept des garanties Guy Hoquet dans l'immobilier ancien. 
En novembre 2011, les « ventes privées » font leur apparition. En juillet 2013, Fabrice Abraham est nommé directeur général du réseau. En mai 2019, Nexity annonce la cession de Guy Hoquet l'Immobilier à Arche, holding du groupe Citya immobilier.

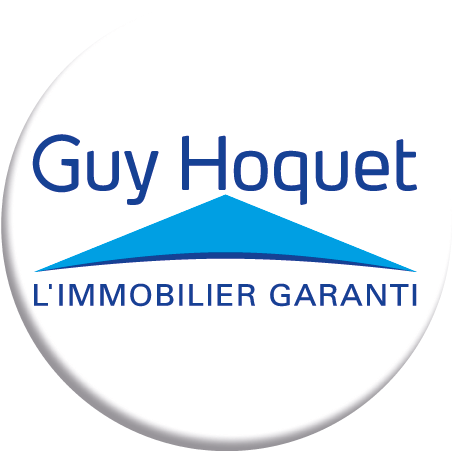
Ancien logo.